# Théâtre de la Madeleine
Il Théâtre de la Madeleine è una sala per spettacoli di Parigi, situata in rue de Surène al numero 19 dell'VIII arrondissement della città.

## Storia
Costruito nel 1924 da Robert Trébor e André Brûlé sul terreno di un maneggio, ebbe come primo grande successo, l'anno successivo, la prima opera teatrale di Marcel Pagnol, Les Marchands de gloire ("I mercanti di gloria").
Dal 1930 al 1944 il Théâtre de la Madeleine divenne il teatro ufficiale di Sacha Guitry. André Roussin fu il direttore, con Benoît-Léon Deutsch, dal 1955 al 1965.
Simone Valère e Jean Desailly assunsero la direzione del teatro nel 1980 fino al 2002, succeduti da Frédéric Franck e Stéphane Lissner.
Nel 2010, 50 teatri privati di Parigi, uniti all'interno dell'Associazione per il sostegno del teatro privato (Association pour le soutien du théâtre privé, ASTP) e l'Unione nazionale dei direttori e dei tornitori di teatro privati (Syndicat national des directeurs et tourneurs du théâtre privé, SNDTP), di cui il Teatro Madeleine è membro, decisero di sostenersi a vicenda attraverso una nuova insegna, simbolo del modello storico del teatro privati: Théâtres parisiens associés ("Teatri parigini associati").
Il 24 gennaio 2011, il teatro venne acquistato da Jean-Claude Camus. A fine 2015, Dominique Bergin e Michel Lumbroso unirono le forze con 3S Entertainment (gruppo Fimalac) per rilevare la sala, di cui affidarono la direzione artistica a Philippe Lellouche.

## Programmazione
Gestione Simone Valère e Jean Desailly
- La Mémoire courte di Yves Jamiaque, regia di Jean-Luc Moreau (24/09/1980-9/11/1980)
- Sigfrido di Jean Giraudoux, regia di Georges Wilson (19/11/1980-29/3/1981)
- Frédéric Chopin di Mario Reinhard, regia di Michel Bertay, redazione testi (17/11/1980-28/3/1981)
- Arsenico e merletti antichi di Joseph Kesselring (9/4/1981-4/10/1981)
- Vento tra i rami di sassofrasso di René de Obaldia (22/10/1981-29/4/1982), regia di Jacques Rosny con Jean Marais
- L'allodola di Jean Anouilh (18/6/1982-11/9/1982)
- Sodoma e Gomorra di Jean Giraudoux (25/9/1982-4/12/1982)
- Il decimo di Beethoven di Peter Ustinov (17/12/1982)
- L'Amour fou di André Roussin, regia di Michel Bertay (27/5/1983-18/9/1983)
- I serpenti della pioggia di Per Olov Enquist (28/10/1983-12/2/1984)
- Il rinoceronte di Eugène Ionesco (25/2/1984-8/4/1984)
- Uova di struzzo di André Roussin (21/4/1984-10/8/1984)
- Un ostaggio di Brendan Behan (9/29/1984-1/1/1985)
- Il West, quello vero di Sam Shepard (17/01/1985-23/03/1985)
- Uova di struzzo di André Roussin (2/4/1985-8/6/1985)
- Dalla Sassonia, romanzo (Printemps du Théâtre 1985) (14/6/1985-22/6/1985)
- As Of Misunderstanding di Peter Ustinov (9/11/1985)
- Il silenzio scoppia di Stephen Poliakoff (13/9/1986-9/11/1986)
- Due sull'altalena di William Gibson (22/11/1987-1/3/1987)
- Dimmi, Blaise di Blaise Cendrars (3/14/1987-4/9/1987)
- Antigone di Jean Anouilh (18/4/1987-28/6/1987)
- Piedi nell'acqua di Michel Lengliney (23/9/1987-6/3/1988)
- Sul bordo del letto di Guy de Maupassant (22/3/1987-21/5/1988)
- La corsa al successo di Jean Anouilh (8/9/1988-11/5/1989)
- Port-Royal di Henry de Montherlant (7/9/1989-14/1/1990)
- Come mi vuoi di Luigi Pirandello (13/2/1990-1/4/1990)
- 1, piazza Garibaldi di Jean-Claude Penchenat (4/5/1990-10/6/1990)
- I sette miracoli di Gesù e la cattura miracolosa di 153 pesci di Henri Tisot (1989/1990/1991)
- Il frutteto di ciliegi di Anton Čechov (15/9/1990-20/2/1991)
- Signore, non ascoltate di Sacha Guitry (5/3/1991-30/6/1992)
- Lungo viaggio verso la notte di Eugene O'Neill (9/3/1992-11/21/1992)
- Edwige Feuillère in scena, regia di Jean-Luc Tardieu (3/11/1992-14/2/1993)
- Monsieur Klebs e Rozalie di René de Obaldia (23/02/1993-17/04/1993)
- Trump Heart di Maurice Germain (23/4/1984-28/8/1994)
- Il cardinale di Spagna di Henry de Montherlant (17/9/1993-2/1/1994)
- Topaze di Marcel Pagnol (27/1/1994-25/6/1994)
- Rue de la Gaieté Offenbach di Michel Frantz (1/7/1994-28/8/1994)
- La barca per Lipaya di Alexei Arbouzov (6/9/1994-1/1/1995)
- Il Dottore suo malgrado di Molière
- L'Apollo di Bellac di Jean Giraudoux (12/1/1995-11/2/1995)
- Arsenico e merletti antichi di Joseph Kesselring (8/3/1995-30/9/1995)
- Scene della vita coniugale di Ingmar Bergman (24/10/1995)
- Il male della madre di Pierre-Olivier Scotto (2/7/1996-26/1/1997)
- Quando Mary lasciò di Israel Horovitz (02/01/1997- 4/6/1997)
- La mamma di André Roussin (22/4/1997-26/7/1997)
- Don Juan di Henry de Montherlant (2/9/1997-29/10/1997)
- Dear Liar di Jerome Kilty (9/13/1997-3/1/1998)
- Le Cid di Corneille (17/3/1998-10/11/1998)
- Jacques e il suo Maestro di Milan Kundera (20/11/1998-3/1/1999)
- Il gladiatore dei trenta milioni di Eugène Labiche (20/1/1999- 28/3/1999)
- L'idiota da Dostoevskij (4/10/1999-27/6/1999)
- Stelle di Pierre Laville (14/9/1999-31/10/1999)
- Fabrice Luchini, testi di Baudelaire, Nietzsche … (4/12/1999-11/3/2000)
- BCBG di Jean Bois (23/3/2000-28/5/2000)
- The Squat di Jean-Marie Chevret (13/9/2000-24/6/2001)
- Robespierre di Gilles Langlois (23/10/2000-22/1/2001)
- La Maison du lac di Ernest Thompson, regia di Georges Wilson (9/11/2001-19/05/2002)

Gestione Frédéric Franck e Stéphane Lissner
stagione 2002-2003 :
- Il Segugio Sanguinario

stagione 2003-2004 :
- mi ricordo
- Una moneta spagnola
- Appolinista

stagione 2004-2005 :
- La bestia nella giungla
- Sweet Bird of Youth di Tennessee Williams, con Claudia Cardinale, Christophe Reymond, Bernard Verley
- Ta bouche, operetta di Maurice Yvain

stagione 2005-2006 :
- La capra, o chi è Sylvia ? di Edward Albee (titolo originale : The Goat, or Who is Sylvia? (2000)), con Nicole Garcia, André Dussollier
- Love Letters di AR Gurney, con Anouk Aimée, Philippe Noiret
- La scuola delle donne di Molière, con Coline Serreau
- La Maladie de la mort di Marguerite Duras, regia di Bérangère Bonvoisin, con Fanny Ardant

stagione 2006-2007 :
- Blanc di Emmanuelle Marie, regia di Zabou Breitman, con Isabelle Carré, Léa Drucker
- Dibattiti 1974-1981 Valéry Giscard d'Estaing - François Mitterrand, con Jean-François Balmer, Jacques Weber
- La Danse de lort di August Strindberg, regia di Hans Peter Cloos, con Charlotte Rampling, Bernard Verley, Didier Sandre
- Le Talisman Balzac-Beethoven, diretto e adattato da Françoise Petit, con Jean-François Balmer e il Ludwig Quartet

stagione 2007-2008 :
- Tra gli altri con Jean Rochefort
- Biografia senza Antonietta di Max Frisch, con Thierry Lhermitte, Sylvie Testud
- Cherry Time di Niels Arestrup, con Eddy Mitchell, Cécile de France, Stéphan Wojtowicz
- Quartetto di Heiner Müller, lettura, con Jeanne Moreau, Sami Frey

stagione 2008-2009 :
- Ti sta aspettando di Florian Zeller, con Lætitia Casta, Bruno Todeschini
- Serial Plaideur, di e con Jacques Vergès
- Love Letters di Albert Ramsdell Gurney, con Anouk Aimée, Alain Delon
- Ti ho sposato con gioia di Natalia Ginzburg, regia di Marie-Louise Bischofberger, con Valeria Bruni Tedeschi, Stéphane Freiss, Édith Scob
- L'amante inglese di Marguerite Duras, regia di Marie-Louise Bischofberger, con Ludmila Mikaël, André Wilms, Ariel Garcia-Valdès

stagione 2009-2010 :
- Chi è il signor Schmitt ? di Sébastien Thiéry, regia di José Paul e Stéphane Cottin, con Richard Berry, Raphaëline Goupilleau, Chick Ortega
- Le Voyage de Victor di Nicolas Bedos, regia dell'autore, con Guy Bedos, Macha Méril
- Una casa di bambola di Henrik Ibsen, regia di Michel Fau, con Audrey Tautou, Michel Fau, Pascal Elso
- Estinzione di Thomas Bernhard, regia di Blandine Masson e Alain Françon, con Serge Merlin

stagione 2010-2011 :
- Nono di Sacha Guitry, regia di Michel Fau, con Julie Depardieu, Michel Fau, Xavier Gallais, Brigitte Catillon
- Grand Écart di Stephen Belber, regia di Benoît Lavigne, con Thierry Lhermitte, Valérie Karsenti, François Feroleto
- Diplomacy di Cyril Gély, regia di Stéphan Meldegg, con André Dussollier, Niels Arestrup
- Endgame di Samuel Beckett, regia di Alain Françon, con Serge Merlin, Jean-Quentin Châtelain (10 mai10 maggio)

Regia di Jean-Claude Camus
stagione 2011-2012 :
- Diplomatie di Cyril Gély, regia di Stéphan Meldegg, con André Dussollier e Niels Arestrup ( 1er ottobre)

Regia Dominique Bergin e Michel Lumbroso
stagione 2015-2016 :
- Re Lear di William Shakespeare, regia di Jean-Luc Revol
- Tout à refaire di Philippe Lellouche, regia di Gérard Darmon

stagione 2016-2017 :
- Jacques Daniel di Laurent Baffie, regia di Laurent Baffie
- The Happy Chosen di Éric Assous, regia di Jean-Luc Moreau con Bruno Solo, Yvan Le Bolloc'h e Mélanie Page
- Cosa faresti al mio posto? ? di Julie Ferrier, regia di Julie Ferrier

stagione 2017-2018 :
- Facciamo un sogno di Sacha Guitry, diretto da Nicolas Briançon
- Le Temps qui reste di Philippe Lellouche, regia di Nicolas Briançon
- Moi non plus di Bertrand Soulier, regia di Philippe Lellouche
- Paprika di Pierre Palmade, regia di Jeoffrey Bourdenet, con Victoria Abril e Jean-Baptiste Maunier